# Danske helgener
Danmark har i henhold til den Katolske Kirke i Danmark et antal officielle helgener. Nogle af de kendteste er:
- Ansgar – også kaldet Nordens apostel.
- Knud den Hellige – konge af Danmark 1080-1086.
- Knud Lavard – hertug og far til Valdemar den Store.
- Vilhelm – augustinermunk og abbed for Æbelholt Kloster i Nordsjælland.
- Villehad – franciskanermunk, blev dræbt i religionskrigene i Holland 1572.

Derudover er Niels Steensen, læge og naturvidenskabsmand, saligkåret (beatificeret) i 1988 som led i en evt. helgenkåring.

## Lokalhelgener
I litteraturen nævnes adskillige andre personer som helgener, der ikke er blevet officielt helgenkåret af Paven. De kaldes lokalhelgener, og enkelte er blevet nomineret til kanonisering, men mange kendes kun fra lokale sagn.
- Hellig Anders – lokalhelgen i Slagelse.[4]
- Daniel – munk kendt fra Daniels Kilde nær Esrum.[5]
- Erik Plovpenning – konge og martyr, blev ikke officielt helgenkåret.
- Ærkebiskop Eskil – blev ærkebiskop af Lund i 1138. Deltog i Valdemar den Stores korstog mod venderne.
- Folmer – kendt fra Skt. Folmers kilde ved landsbyen Toftnæs i Ribe amt. Skt. Folmers navnedag er den 20. juli.[1]
- Helene – fra Skt. Helene Kilde ved Tisvilde Strand.[1][6]
- Karl den Gode – søn af Knud den Hellige, er ikke officielt helgenkåret.
- Kjeld – augustinermunk og domprovst i Viborg.
- Margrethe af Højelse – sjællandsk lokalhelgen fra Køge. Der blevet bygget et helgenkor for hende i Vor Frue Kirke, men pavens officielle kanonisering udeblev.[1]
- Martha – lokalhelgen fra Karise, også knyttet til Marthas Kilde, hvortil man endnu valfartede så sent som 1728.[1][7]
- Niels den Hellige – var en lokal helgen på Aarhusegnen, søn af kong Knud 5., er ikke officielt helgenkåret. Han er begravet i Aarhus i et nu forsvundet trækapel "ved havet".
- Svend – lokalhelgen knyttet til Hagested og Vemmetofte. Begge steder har der været en Skt. Svends Kilde.[8][9]
- Thøger af Vestervig – thüringsk missionær i Jylland, byggede den første kirke i Vestervig.
- Søren – én fra Antvorskov og én fra Ry[1]
- Mogens eller Magnus[1][10]